# Кікерс (Емден)
«Кі́керс» (нім. «Kickers Emden») — німецький футбольний клуб з Емдена. Заснований 26 березня 1946 року.